# Elfriede Lohse-Wächtler
Elfriede Lohse-Wächtler (Dresden, 4 de dezembro de 1899 – Pirna, 31 de julho de 1940) foi uma pintora avant-garde alemã cujos trabalhos foram banidos e algumas vezes destruídos por ordem do Terceiro Reich, consideradas como "arte degenerada".

## Biografia
Elfriede nasceu Anna Frieda Wächtler, em Dresden, em 1899, no seio de uma família de classe média. Elfriede deixou o ambiente familiar para poder estudar na Academia de Belas Artes de Dresden entre 1915 e 1918. De 1916 a 1919 ela também teve aulas de desenho e pintura na Academia de Artes de Dresden. Em 1919, ela conheceu membros do Grupo de Secessão de Dresden, um dos vários grupos de artistas modernistas que se separaram do apoio da arte acadêmica oficial e de suas administrações no final do século XIX e início do século XX.
Entre seu círculo de amigos estavam outros artistas como Otto Dix, Otto Griebel e Conrad Felixmüller. Alugando parte de um estúdio, em 1920, no centro de Dresden, Elfriede começou uma carreira de pintora e ilustradora, trabalhando principalmente com encomendas de ilustrações, retratos e cartões-postais.
Neste mesmo ano, ela foi apresentada a Kurt Lohse, com quem se casaria em 1921 e com quem se mudou para Görlitz em 1922 e Hamburgo, em 1925. O casamento não foi fácil e o casal se separou várias vezes nos anos seguintes, inclusive quando ela descobriu sobre a amante de Kurt. Em 1926, Elfriede ingressou na federação de artistas e apreciadoras da arte de Hamburgo e em 1928 ela pode participar de algumas exposições de arte da Nova objetividade.

## Saúde mental
Em 1929, Elfriede sofreu um colapso nervoso por conta das dificuldades financeiras do casal e foi internada em uma instituição psiquiátrica em Hamburgo. Nos dois meses que ficou no hospital, ela pintou várias de suas telas mais famosas, inclusive retratando o dia a dia dos pacientes com quem convivia.
Depois de se recuperar e de sua separação final de Kurt, em 1926, Elfriede entrou em uma fase criativa sem igual. Pintou diversos quadros da área portuária de Hamburgo, cenas da vida cotidiana de prostitutas e trabalhadores das docas, além de vários autorretratos. Porém, apesar de ter conseguido expor parte de seu trabalho em algumas exposições e de ter vendido algumas de suas telas, Elfriede vivia basicamente na pobreza.
Devido aos problemas financeiros e à crescente solidão, Elfriede voltou para a casa dos pais, em Dresden, em algum de 1931. Quando seu estado mental se deteriorou, ela foi admitida em uma casa de saúde mental em Arnsdorf, em 1932. Lá Elfriede foi diagnosticada com esquizofrenia. De 1932 a 1935, ainda criativa, desenhou e pintou vários retratos e telas. Depois de Kurt se divorciar dela em 1935, Elfriede foi considerada incapaz por causa de uma "insanidade incurável".

## Esterilização
Internada, lhe foi proposta uma esterilização, o que ela recusou. Assim, os médicos a proibiram de sair do hospital psiquiátrico. Em dezembro de 1935, ela foi submetida à força a uma cirurgia de esterilização no Hospital de Dresden-Friedrichstadt, prática que se tornou comum com a política eugenista da Alemanha Nazista. Tal evento foi tão traumático que Elfriede nunca mais pintou. Parte de seus trabalhos foi destruída pelos nazistas, que consideravam uma "arte degenerada", mas telas e outras obras de arte de Elfriede passaram por um período de redescoberta no começo dos anos 2000.

## Morte
Em 1940, ela foi deportada para a antiga instituição psiquiátrica de Pirna-Sonnenstein, no Castelo de Sonnenstein, em Pirna, onde foi assassinada junto de outros pacientes, na câmara de gás, em 31 de julho do mesmo ano, como parte do programa de eutanásia oficial do governo nazista, o Aktion T4. A causa oficial da morte dada pelos nazistas foi "insuficiência do miocárdio com pneumonia".
Entre 1940 e 1941, cerca de 13.720 pessoas mentalmente incapacitadas ou doentes foram mortas na câmara de gás pelos nazistas nesta mesma instituição.

## Galeria

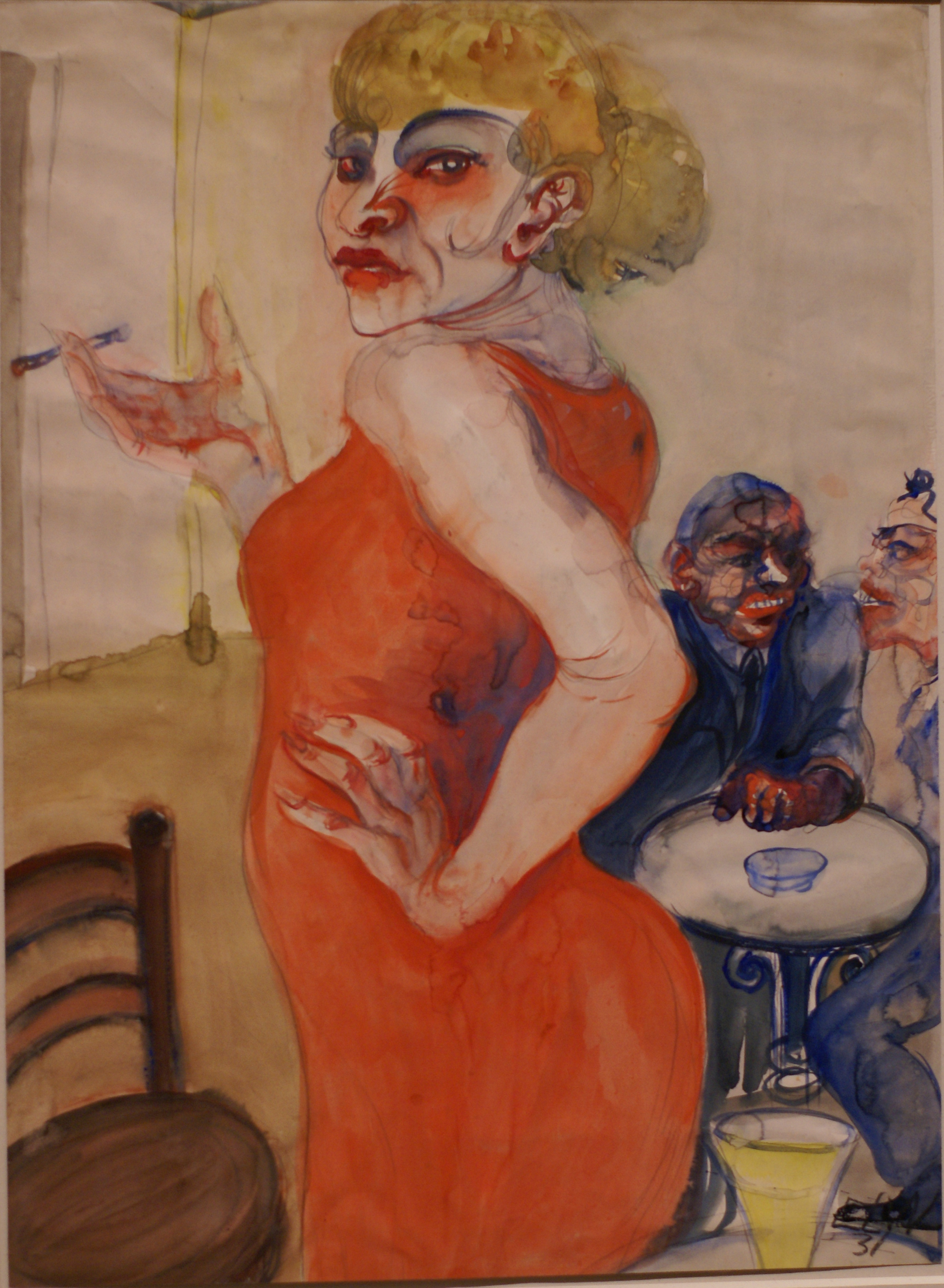
Lissy. Óleo sobre tela, 1931
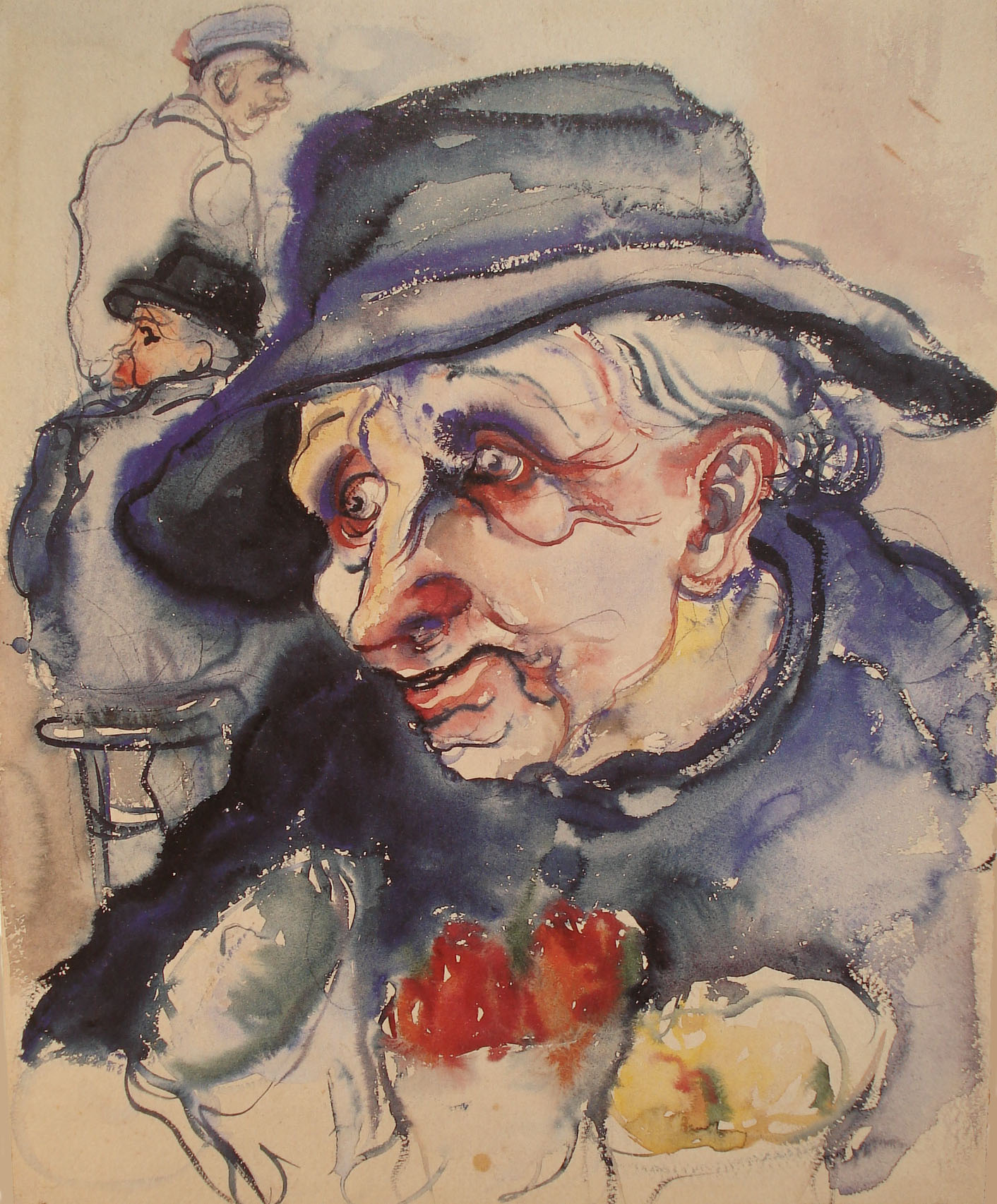
Die Blumenalte . Aquarela, 1930
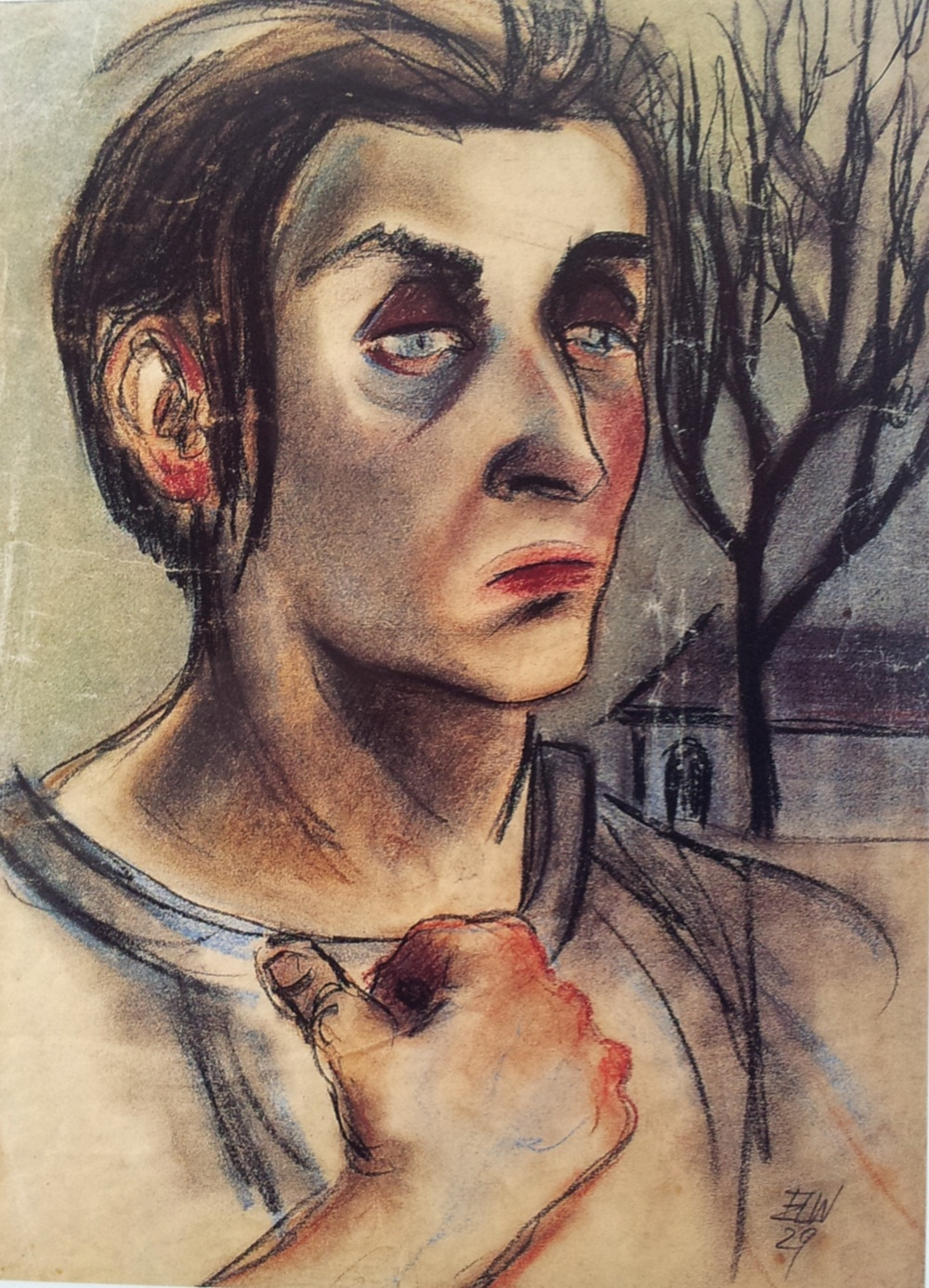
Eine Patientin. Frau mit Landschaft. Óleo sobre tela, 1929
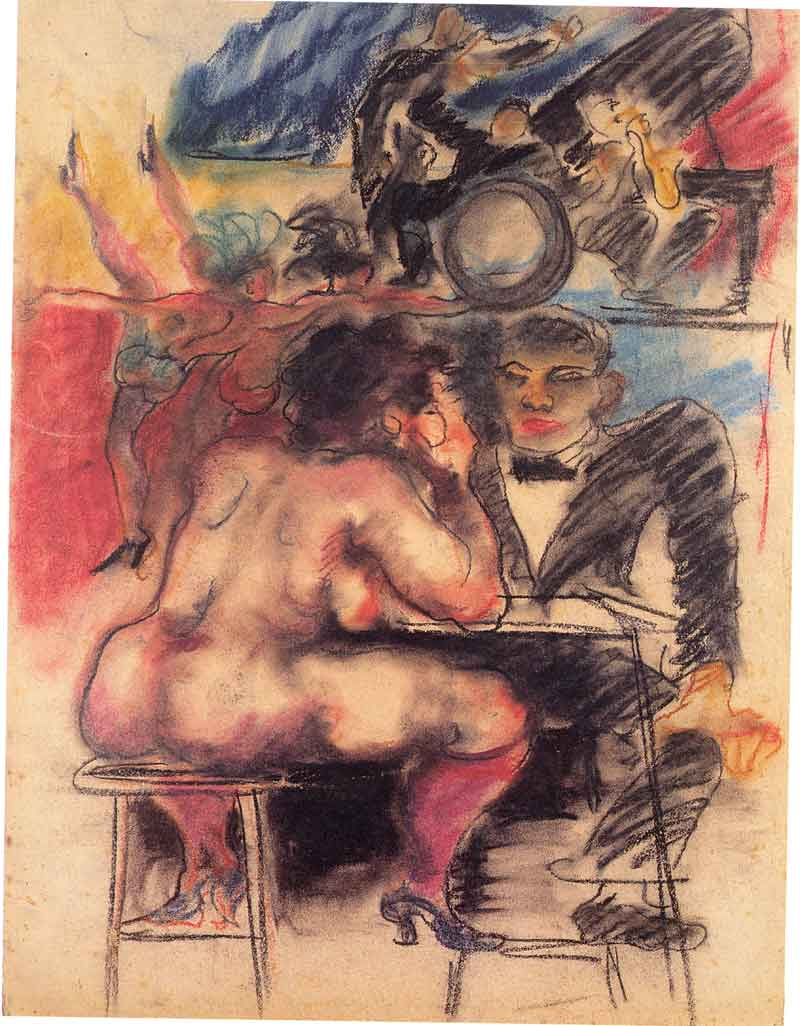
St Pauli. Óleo sobre tela, 1931
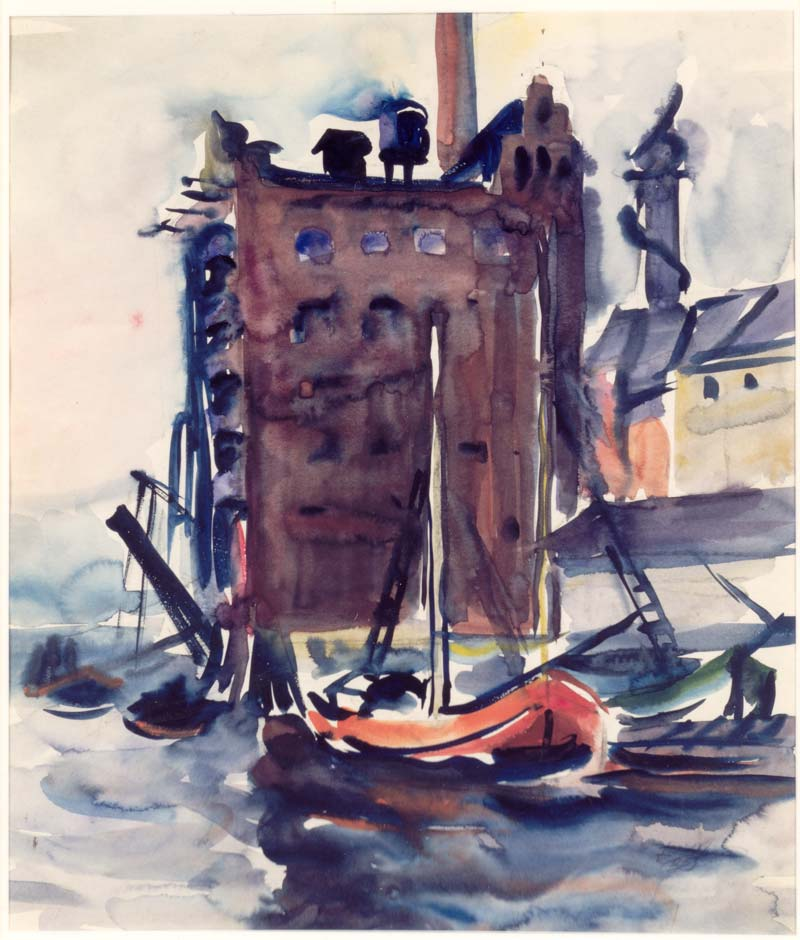
Kohlehafen Altona. Óleo sobre tela, 1931
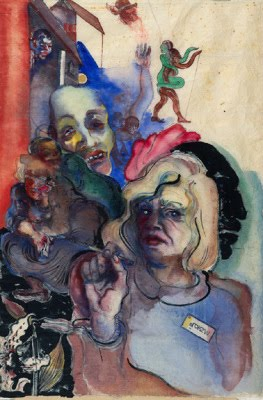
Auto-retrato em companhia. Óleo sobre tela, 1930